# Хлебникова, Тамара Александровна
Тамара Александровна Хлебникова (22 мая 1928, БАССР, РСФСР — 22 июля 2001, Казань, Россия) — советский и российский археолог-булгаровед, кандидат исторических наук. Основные научные работы Т. А. Хлебниковой связаны с исследованием древних поселений Волжской Булгарии, прежде всего домонгольского времени и изучением самого массового и трудоёмкого археологического материала — керамики.

## Биография
Родилась в крестьянской семье. После рождения дочери семья переехала в Казань. Окончив школу, в 1946 году поступила на историческое отделение историко-филологического факультета в Казанский государственный университет, который окончила в 1952 году. Ещё будучи студенткой Тамара Александровна принимала активное участие в работе археологического студенческого кружка, организованного при археологической группе в Татарском Институте языка, литературы и истории Казанского филиала АН СССР, под руководством историка и археолога Н. Ф. Калинина. Главной задачей группы было обследование территории Татарии и составление её археологической карты. В 1955 году окончила аспирантуру при Государственном историческом музее (ГИМ), защитив диссертацию по теме «Основные производства волжских булгар — чёрная и цветная металлургия, гончарство и кожевенное дела». Её научным руководителем был историк-археолог А. П. Смирнов. После аспирантуры Т. А. Хлебникова, проработав два года научным сотрудником в ГИМе, вернулась в Казань в Институт языка, литературы и истории, где прошла путь от лаборанта до старшего научного сотрудника. В 1986 году ушла на заслуженный отдых. В середине 1990-х продолжились и расширились работы на территории Казанского кремля. Тамару Александровну пригласили в качестве консультанта для организации работ Кремлёвской археологической экспедиции и до конца своих дней она была на работе в Казанском кремле.

## Научная деятельность
В Институте языка, литературы и истории Тамара Александровна занималась вопросами, поставленными в своей диссертации, уделив особое внимание изучению керамики Волжской Булгарии, особенно домонгольского периода. В 1962 году вышли в свет две её большие работы: «Гончарное производство волжских болгар X—начала XIII века» и большой раздел в коллективной монографии «Археологические памятники у села Рождествено» Лаишевского района Татарстана. В этих работах была представлена классификация всего подъёмного керамического материала с археологических памятников Волжской Булгарии домонгольского времени. Т. А. Хлебникова впервые в советской археологии применила новаторские методы статистической обработки массовых керамических серий. На основе исследований, проведённых ею в 1950—1960-е годы, в 1964 году защитила кандидатскую диссертацию в Институте археологии АН СССР по теме «Основные производства волжских булгар».
В 1960—1970-е годы Т. А. Хлебникова активно занималась практической деятельностью, участвуя в различных археологических экспедициях. В Марийской экспедиции участвовала в раскопках Мало-Сундырского городища (Горномарийский район, близ села Кузнецово); в Татарстане — в раскопках городищ: Алексеевского, Болгарского, Джукетаусского, Суварского, Танкеевского и в работах на территории Казанского кремля. Исследуя самый многочисленный археологический материал — керамику, она занималась изучением новой булгароведческой темой — этнокультурным составом населения Волжской Булгарии домонгольского периода. Эта работа потребовала также глубокого анализа керамики средневековых культур Средней Азии и Казахстана, Кавказа и Крыма, Хазарского Каганата, Древней Руси и поселений финно-угорских племён. В результате этой работы по анализу групповых признаков (обработка поверхности, форма, орнаментация, состав теста, обжиг, пропорции изделий и др.) ею было выделено более двадцати групп болгарской керамики. В результате были сделаны выводы о непростом процессе формирования населения домонгольской Булгарии различными этнокультурными группами. В итоге была написана монография «Керамика памятников Волжской Болгарии: (К вопросу об этнокультурном составе населения)».
Особое место в биографии Т. А. Хлебниковой занимает Болгарское городище, исследование которого были начаты ещё в 1938 году под руководством А. П. Смирнова, а затем в конце 1960-х руководство Болгарской археологической экспедицией приняла Тамара Александровна. Достойным памятником явился её пятитомный труд (в соавторстве с другими учёными: Г. А. Фёдоровым-Давыдовым, Д. Г. Мухаметшиным) «Город Болгар».
Именем Т. Хлебниковой в Татарстане названа одна из улиц города Чистополя.

## Награды
- Лауреат Государственной премии Республики Татарстан в области науки и техники (1994)[7].

## Некоторые работы
Тамара Александровна Хлебникова — автор около 90 научных трудов, книг и статей. Почти все работы написаны по материалам собственных полевых исследований.

### Монографии
- Хлебникова Т. А. Гончарное производство волжских болгар X—начала XIII века // Краткие сообщения Института археологии. — М.: АН СССР, 1962. — № 111. — С. 93—152.
- Хлебникова Т. А. Основные производства волжских болгар периода X—начала XIII вв.. — Казань: АН РТ, 1964. — 27 с.
- Хлебникова Т. А. Алексеевское городище: (К вопросу о своеобразии раннеболгарской культуры района Нижнего Прикамья). Вопросы этногенеза тюркоязычных народов Среднего Поволжья. — Казань: АН РТ, 1971. — С. 156—174.
- Хлебникова Т. А. Керамика памятников Волжской Болгарии: (К вопросу об этнокультурном составе населения). — М.: АН СССР, 1984. — 240 с.

### Статьи в КСИИМК/КСИА
- Хлебникова Т. А. Древнерусское поселение в Болгарах // Краткие сообщения Института истории материальной культуры. — М.–Л.: АН СССР, 1956. — Вып. 62. — С. 141—147.
- Хлебникова Т. А. Пальцинские селища X—начала XIII вв. // Краткие сообщения Института истории материальной культуры. — М.–Л.: АН СССР, 1958. — № 61. — С. 203—220.
- Королёв А. В., Хлебникова Т. А. К вопросу о чёрной металлургии у волжских болгар // Краткие сообщения Института археологии. — М.: АН СССР, 1960. — № 80. — С. 159—168.
- Хлебникова Т. А. Археологические исследования мавзолеев города Великие Болгары в 1966 г. // Краткие сообщения Института археологии. — М.: АН СССР, 1970. — № 164. — С. 57—67.

### Работы в других изданиях
| - Хлебникова Т. А. Краткие итоги исследования Танкеевского городища в 1963 году // Казанский институт языка, литературы и истории. — Казань: АН РТ, 1963. — С. 66—68. - Хлебникова Т. А. Результаты исследования Мало-Сундырского городища в 1958 и 1964 гг. // Марийский научно-исследовательский институт. — Йошкар-Ола: АН СССР, 1967. — Вып. XXII. — С. 148—169. - Старостин П. Н., Халиков А. Х., Хлебникова Т. А. Изучение археологических памятников Нижнего Прикамья в пределах Куйбышевского водохранилища в 1965—1966 гг. // V Уральское археологическое совещание (тезисы докладов и сообщений). — Сыктывкар: Коми книжное издательство, 1967. — Вып. XXII. — С. 111—114. - Воскресенский А. С., Смирнов А. П., Хлебникова Т. А. Новые данные об архитектуре волжских болгар // Советская археология : журнал. — М.: АН СССР, 1967. — № 4. — С. 274—285. - Краснов Ю. А., Смирнов А. П., Хлебникова Т. А. Новые данные об истории города Болгара // Советская археология : журнал. — М.: АН СССР, 1969. — № 1. — С. 211—223. - Хлебникова Т. А. Работы 1974 года на Суваре. // Средневолжская археологическая экспедиция. — Куйбышев: АН СССР, 1977. — С. 134—155. | - Габяшев Р. С., Генинг В. Ф., Казаков Е. П., Хлебникова Т. А. Археологическая карта Татарской АССР: Предкамье. — М.: АН СССР, 1981. — 212 с. - Габяшев Р. С., Казаков Е. П., Кузьминых С. В., Хлебникова Т. А. Археологическая карта Татарской АССР: Западное Закамье. — Казань: АН РТ, 1986. — 110 с. - Кокорина Н. А., Хлебникова Т. А. Керамика тюркоязычного населения Волжской Булгарии X—XIII вв.. — Казань: АН РТ, 1993. — С. 106—117. - Набиуллин Н. Г., Ситдиков А. Г., Хлебникова Т. А. и др. Древняя Казань: некоторые итоги и перспективы археологических исследований. — Казань: АН РТ, 1995. — 40 с. - Хлебникова Т. А. А. П. Смирнов и Булгар // Татарская археология : журнал. — Казань: АН РТ, 1999. — № 1, 2 (4, 5). — С. 10—14. - Хлебникова Т. А. План городища с раскопами // Город Болгар: Монументальное строительство, архитектура, благоустройство. — М.: АН СССР, 2001. — С. 3, 4 (в соавт.), 354—363. |